# McMakler
Die McMakler GmbH ist ein deutscher Immobilienmakler mit Sitz in Berlin. Das Unternehmen ist als Dienstleister im Verkauf von Wohn- und Gewerbeimmobilien sowie der Vermittlung von Immobilienfinanzierungen und dem Ausstellen von Energieausweisen tätig.

## Geschichte
Gegründet wurde das Unternehmen 2015 in Berlin von Hanno Heintzenberg und Lukas Pieczonka sowie Felix Jahn, der zuvor bereits Home24 mitgründete. Ursprünglich fokussierte sich das Geschäftsmodell auf die Vermietung von Immobilien zu einem Fixpreis als Folge der Einführung des Bestellerprinzips im deutschen Vermietungsmarkt. Mittlerweile liegt das Kerngeschäft in der Vermittlung von Wohn- und Gewerbeimmobilien.
Heintzenberg verließ das Unternehmen Ende 2019, Pieczonka folgte Mitte 2020, beide gründeten anschließend den Apothekenlieferdienst MAYD. Felix Jahn verblieb als einziger aus dem Gründer-Team als Geschäftsführer im Unternehmen. Im Januar 2023 wurde zusätzlich CFO Benedikt Manigold zum Geschäftsführer berufen. Gerrit Ahlers, welcher zuvor bereits im Vorstand der Reutax AG tätig war, wurde ebenfalls zur selben Zeit zum Geschäftsführer berufen, trat jedoch im August des Jahres bereits wieder ab. Im Juni 2024 teilte das Unternehmen mit, dass sich Felix Jahn aus der operativen Leitung des Unternehmens zurückzieht und nicht mehr CEO ist. Manigold übernahm im Herbst 2024 die Rolle des CEO, John Philipp Niemann wurde zum weiteren Geschäftsführer ernannt.
In der zweiten Jahreshälfte von 2022 entließ das Unternehmen in zwei Schritten mehrere hundert Mitarbeiter. Dies wurde insbesondere mit der zurückgehenden Nachfrage am Immobilienmarkt infolge der steigenden Zinsen für die Finanzierung begründet. Eine weitere Rolle spielt der Einbruch an Wagniskapitalinvestitionen infolge des Kriegs in der Ukraine, aufgrund dessen Start-up-Unternehmen weniger Finanzierungsmöglichkeiten offen stehen und ein strategischer Wechsel zur Profitabilität notwendig wird. Solches Risikokapital wird oftmals dazu genutzt, um ein schnelles Wachstum der jeweiligen Start-ups zu finanzieren. Dies resultiert jedoch im Gegenzug in hohen Verlusten der Unternehmen in dieser Wachstumsphase, welche auch McMakler zum Stand des Jahresabschlusses 2021 noch auswies. Im Mai und im November 2023 wurde bekannt gegeben, dass weitere Mitarbeiter infolge der anhaltenden wirtschaftlichen Lage im Immobilienmarkt entlassen worden sind.
Das Unternehmen erhielt seit Gründung mehrere Finanzierungsrunden durch Wagniskapital. In der Spitze erreichte es beim Einstieg von Baillie Gifford Anfang 2022 eine Bewertung von 800 Millionen Euro. Nach einer Notfinanzierung im Juni 2023 sank die Unternehmensbewertung auf 400 Millionen Euro, halbierte also in rund anderthalb Jahren die Bewertung. Im September 2024 folgte eine umfassende Rekapitalisierung, in der Investoren neue Anteile auf einer Unternehmensbewertung von 0 zeichneten. McMakler wurde dabei von einer Anwaltskanzlei beraten, die einen insolvenzrechtlichen Schwerpunkt hat und nach eigenen Angaben auch McMakler zu den Möglichkeiten einer finanziellen Restrukturierung beriet. Der Investor Baillie Gifford verkündete kurz darauf in seinem Jahresbericht, die zuvor bestehende Beteiligung an McMakler vollständig abgeschrieben zu haben. Das global tätige Private-Equity-Unternehmen Warburg Pincus ist seit der Rekapitalisierung nicht mehr an McMakler beteiligt. Der zu BlackRock gehörende Wagnis-Kreditgeber Kreos stocke seine Beteiligung deutlich auf.
Von Januar bis einschließlich März 2025 erfolgte jeden Monat eine weitere Kündigungswelle in damit schneller Abfolge zueinander, was mit einem weiterhin herausfordernden Markt durch das Unternehmen begründet wurden. Im Juni 2025 folgte schließlich eine Rettungsfinanzierung in Höhe von 15 Millionen Euro, infolge derer Bestandsinvestoren Target Global und Kreos die Mehrheitsanteile am Unternehmen akquirierten sowie im Zuge dieser Auflagen zur Restrukturierung festlegten.

## Geschäftsmodell und Aufbau

### Verkauf von Wohn- und Gewerbeimmobilien
McMakler’s Kerngeschäft liegt in der Vermittlung von Wohn- und Gewerbeimmobilien. Im Gegensatz zu den meisten Immobilienmaklern in Deutschland ist McMakler hierbei nicht als Franchising-Modell oder über ein Netzwerk von Handelsvertretern aufgebaut. Stattdessen wird die Firma direkt über festangestellte Immobilienmakler an ihren Standorten vertreten. Das Unternehmen betreibt dafür innerhalb Deutschlands 32 Standortbüros. Außerhalb Deutschlands gibt es weiterhin Niederlassungen in Österreich und ehemals Frankreich sowie eine Shop-Filiale in Berlin. Die McMakler GmbH agiert hier als Muttergesellschaft mit 16 Tochtergesellschaften für die Aktivitäten an verschiedenen Standorten sowie Dienstleistungen.
Die lokal tätigen Immobilienmakler werden bei der Bearbeitung administrativer Aufgaben durch bereitgestellte Software des Unternehmens unterstützt. Aufgrund des beworbenen Fokus auf die Digitalisierung verschiedener Prozesse im Vermittlungsprozess wird McMakler den PropTech-Startups im deutschsprachigen Raum zugeordnet und oftmals darin als sogenannter "Hybridmakler" kategorisiert.

### Weitere Dienstleistungen
Neben Maklerdienstleistungen bietet das Unternehmen Immobilienfinanzierungen und das Ausstellen von Energieausweisen.
Zusätzlich stellt McMakler Analysen zum deutschen Immobilienmarkt bereit, welche mediale Rezeption finden.

## Kritik und Kontroversen
Einem Bericht der WirtschaftsWoche zufolge gab es bei McMakler bis 2023 erhebliche Ungereimtheiten mit Sozialversicherungsbeiträgen. Während sich die 2022 gezahlten Löhne und Gehälter gegenüber dem Vorjahr von 7,8 Millionen Euro auf 3,2 Millionen Euro mehr als halbierten, stiegen die Sozialabgaben ausweislich des Jahresabschlusses um fast das Dreifache von 1,3 Millionen Euro auf 3,7 Millionen Euro, was laut Wirtschaftswoche für eine entsprechend hohe Nachzahlung spricht. Im April 2025 bestätigte die Staatsanwaltschaft Berlin gegenüber der WirtschaftsWoche, dass Ermittlungen aufgenommen wurden, ohne jedoch explizit einen Zusammenhang zum Vorwurf des Sozialversicherungsbetrugs zu bestätigen.
Das Geschäftsmodell von McMakler und anderen Hybridmaklern, und insbesondere der Anspruch eine vollständige Digitalisierung des Immobilien-Verkaufsprozesses zu erreichen, wurde mehrfach als unrealistisch kritisiert. Als ein Kritikpunkt wird hier die emotionale Komponente beim Erwerb von Wohnimmobilien genannt. Insbesondere der Besichtigungsprozess lasse sich, trotz mittlerweile üblichen virtuellen Begehungen, nicht zureichend über digitale Medien abbilden. Ein weiterer Kritikpunkt ist die Notwendigkeit von individueller Beratung in vielen Fällen aufgrund der hohen Komplexität von Einzelsituationen, besonders bei Gewerbeimmobilien.
Im Juli 2022 entließ McMakler über 100 Mitarbeiter. Hierbei wurde kritisiert, dass die Kündigungen sehr kurzfristig nach einer Firmenfeier und entsprechend überraschend für Angestellte erfolgten.